# Shan, Heze
Shan, tidigare romaniserat Shanhsien, är ett härad som lyder under Hezes stad på prefekturnivå i Shandong-provinsen i norra Kina. Det ligger omkring 230 kilometer söder om provinshuvudstaden Jinan.  

## Källa
1. ↑  ”worldpostmarks.net”. Arkiverad från originalet den 2 januari 2015. https://web.archive.org/web/20150102101710/http://worldpostmarks.net/HTML%20Countries/china.htm. Läst 15 november 2014.